# Терлтон (Оклахома)
Терлтон (енгл. Terlton) град је у америчкој савезној држави Оклахома.

## Демографија
По попису из 2010. године број становника је 106, што је 21 (24,7%) становника више него 2000. године.
| Група             | 2000.      | 2010.      |
| Белци             | 81 (95,3%) | 90 (84,9%) |
| Афроамериканци    | 0 (0,0%)   | 0 (0,0%)   |
| Азијати           | 0 (0,0%)   | 1 (0,9%)   |
| Хиспаноамериканци | 2 (2,4%)   | 1 (0,9%)   |
| Укупно            | 85         | 106        |